# 1998 HL151
1998 HL151, também escrito como 1998 HL151, é um objeto transnetuniano (TNO) que está localizado no cinturão de Kuiper, uma região do Sistema Solar. Ele possui uma magnitude absoluta (H) de 8,1 e, tem um diâmetro estimado com cerca de 106 km.

## Descoberta
1998 HL151 foi descoberto no dia 29 de abril de 1998 pelos astrônomos D. C. Jewitt, J. X. Luu, C. A. Trujillo e D. J. Tholen.

## Órbita
A órbita de 1998 HL151 tem uma excentricidade de 0.092 e possui um semieixo maior de 40.732 UA. O seu periélio leva o mesmo a uma distância de 37.002 UA em relação ao Sol e seu afélio a 44.461.